# Egaenus charitonovi
Egaenus charitonovi is een hooiwagen uit de familie echte hooiwagens (Phalangiidae).